# Tőrincs
Tőrincs (szlovákul: Trenč) község Szlovákiában, a Besztercebányai kerületben, a Losonci járásban.

## Fekvése
Losonctól 14 kilométerre délnyugatra, az Ipoly jobb partján, a magyar határ mellett, annak Litkével átellenes oldalán fekszik. Bár nincs a Nógrád vármegyei községgel közúti összeköttetése, távolsága légvonalban mindössze 2 kilométer a Salgótarjántól 21 kilométerre északnyugatra levő falutól. A magyarországi városok közül Salgótarján és Szécsény vannak legközelebb.
A településhez tartozik Rárós- és Sári-puszta. Rárósról 2011 óta híd (a Madách híd) vezet a Nógrádszakál északi határában fekvő Ráróspusztára, a hidat magyar oldalon a 22 103-as út szolgálja ki, amely a 2205-ös útból ágazik ki.

## Élővilága

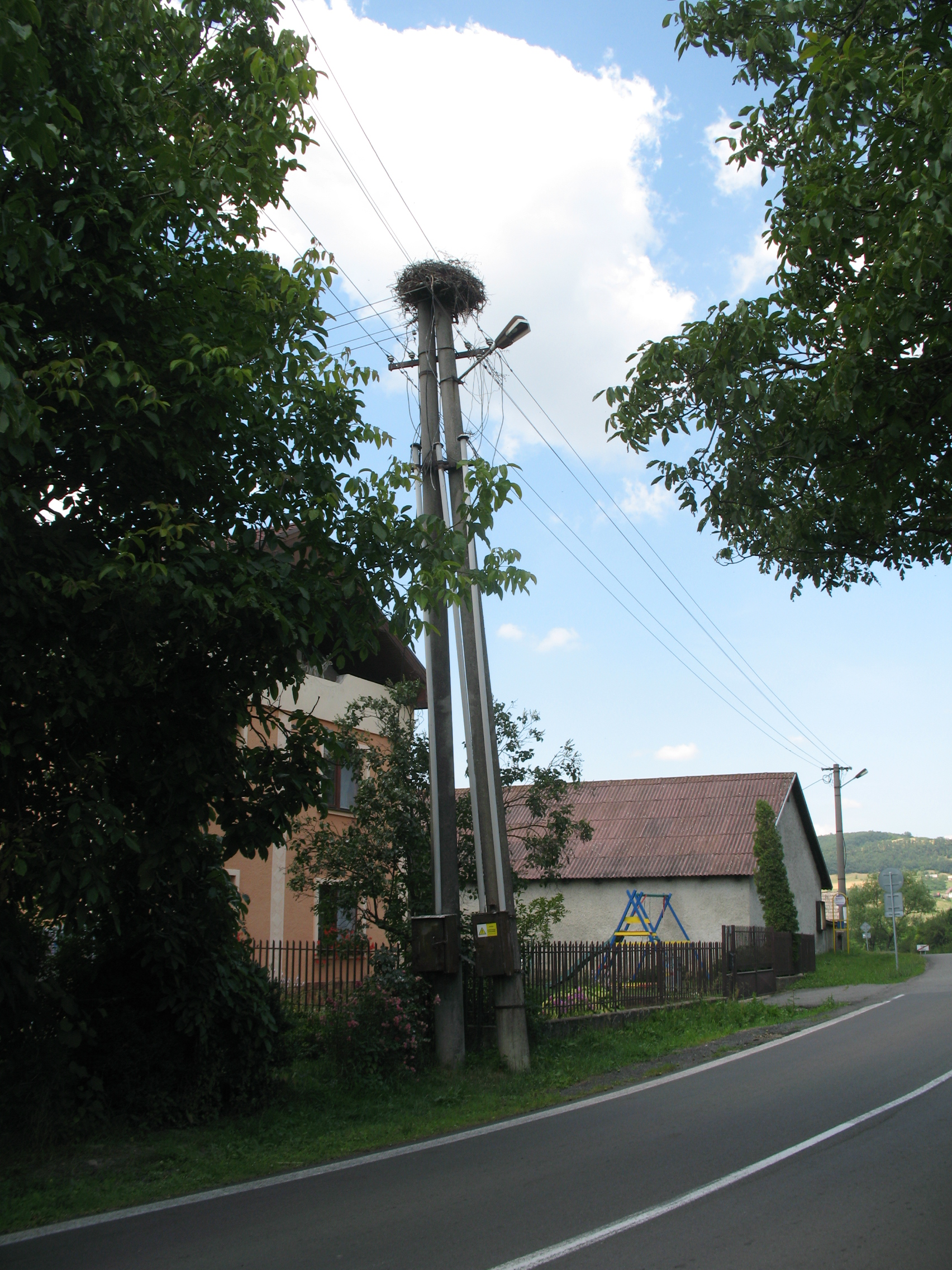
Gólyafészek Rárós-pusztán 2013-ban

Tőrincs területén 2 gólyafészket tartanak számon. Költésről nincs adat.

## Története
1327-ben "Theurinch" alakban említik először. 1368-ban "Turinch, Alsoturynch, Felsuturynch", 1379-ben "Terreawchyn" alakban említik a korabeli források.
Tőrincs a Záh nemzetség ősi birtoka volt, azonban Záh Felicián visegrádi merénylete után a nemzetség összes birtokait elkobozták. Károly Róbert király 1332-ben e helységet az Ákos nemzetségbeli Cselen fia Sándor fia Jánosnak, a Méhi és a Karancssághi Sághy család ősének adományozta. 1346-ban a fenti János és testvére, Jakab, Tőrincset a Gömör vármegyei Jolsva-Tapolczáért elcserélték. Ennek ellenére 1374-1398 között ismét a Méhi család birtokában találjuk.
1368-ban Alsó- és Felső-Tőrincs nevű helységeket említettek az oklevelek. 1458-ban a Dályai család tagjai vesznek itt részeket zálogba a Karancssághi Sághy családtól. A Sághy család bírja a helységet 1481-ben is. 1548-ban Balassa Zsigmond birtoka volt.
A 16. század közepén a török hódoltsághoz tartozott, az 1562-1563. évi adólajstromokban a szécsényi szandzsák községei között sorolták fel, nyolc adóköteles házzal. 1587-ben Musztafa bin Ibrahim volt a falu egy részének hűbérbirtokosa, de kívüle még Khudaverdi bin Abdullah, Szécsényi várbeli gyalogosnak is volt itt birtoka.
1598-ban Szentmariay György birtoka volt, majd 1660-ban Balassa Imre divényi uradalmához tartozott. 1715-ben 6, 1720-ban pedig 10 magyar háztartását írták össze itt. A 18. század elején a gróf Koháryak, 1755-ben gróf Forgách Ignácz és János, 1770-ben gróf Forgách János, 1826-ban gróf Forgách Alajos voltak az urai, az 1900-as évek elején pedig gróf Forgách Ilona, gróf Wenckheim Ferencné örököseinek, valamint özvegy gróf Forgách Józsefné, született báró Révay Saroltának volt itt nagyobb birtoka.
A római katolikus templom a 18. század közepén épült. A 19. században három alkalommal is kolerajárvány dühöngött itt: 1831-ben, 1855-ben és 1873-ban.
Vályi András szerint " TÖRINCZ. Magyar falu Nógrád Várm. földes Ura G. Forgách Uraság, lakosai külömbfélék, fekszik Vilykének szomszédságában, mellynek filiája; határja középszerű, vagyonnyai meglehetősek."
Fényes Elek szerint " Tőrincs, magyar falu, Nógrád vmegyében, közel az Ipolyhoz, annak völgyében, ut. p. Szakál 1 óra. Határa 2956 hold, mellyből urbéri szántó 462, beltelek 50, rét 164, irtványszőlő 10, urasági szántó 260, beltelek 4, erdő 2005 hold, melly egyuttal legelő. Szántóföldei fele részben lapályon, 1/2 dombon feküsznek, s kivált a lapályiak igen jók; rétjei kövérek; erdeje hegyeken van, s tölgyes és cserjés. Lakja 560 r. kath., kis fiók-egyházzal. A falu nagy átmeneti hely levén, sok előfogatra van szüksége, ezenkivűl fuvaroznak is. Kőbánya. Vize az Ipoly. A vilkei uradalomhoz tartozik."
A trianoni békeszerződés előtt Nógrád vármegye Losonci járásához tartozott, akkor Csehszlovákia része lett. 1938 és 1944 között (a második világháború idején) újra Magyarország része. A második világháborútól 1991-ig ismét Csehszlovákia, 1991 óta pedig Szlovákia települése.
A tervezett Ipoly-völgyzárógát miatt sokáig építési tilalom volt a faluban, a magyar lakosság jó része elvándorolt. Miután a gátépítés lekerült a napirendről, helyükre főként (nem magyar anyanyelvű) cigányok költöztek.

### Rárós-puszta
Rárós-puszta már a 14. század elején fennállt, ekkor Dráhi Tamás fiainak a birtokában volt, de hűtlenségük következtében Károly Róbert király e birtokot elvette tőlük és 1321-ben Szécsényi Tamás főispánnak adta. 1487-ben a Guthi Országh család birtokában volt.

## =Népessége
| Év:            | 1994. | 2004.    | 2014.    | 2024.    |
| -------------- | ----- | -------- | -------- | -------- |
| Emberek száma: | 291   | 389      | 473      | 538      |
| Eltérés:       |       | +33,67 % | +21,59 % | +13,74 % |

| Év:            | 2023. | 2024.   |
| -------------- | ----- | ------- |
| Emberek száma: | 540   | 538     |
| Eltérés:       |       | -0,37 % |

=
1910-ben 592 lakosából 590 magyar anyanyelvű volt, ebből 586 római katolikus.
2001-ben 359 lakosából 186 szlovák és 108 magyar volt.
2011-ben 480 lakosából 191 szlovák, 92 cigány és 63 magyar.
2021-ben 558 lakosából 46 (+5) magyar, 6 (+10) cigány, 430 (+3) szlovák, 5 egyéb és 71 ismeretlen nemzetiségű volt.

## Nevezetességei

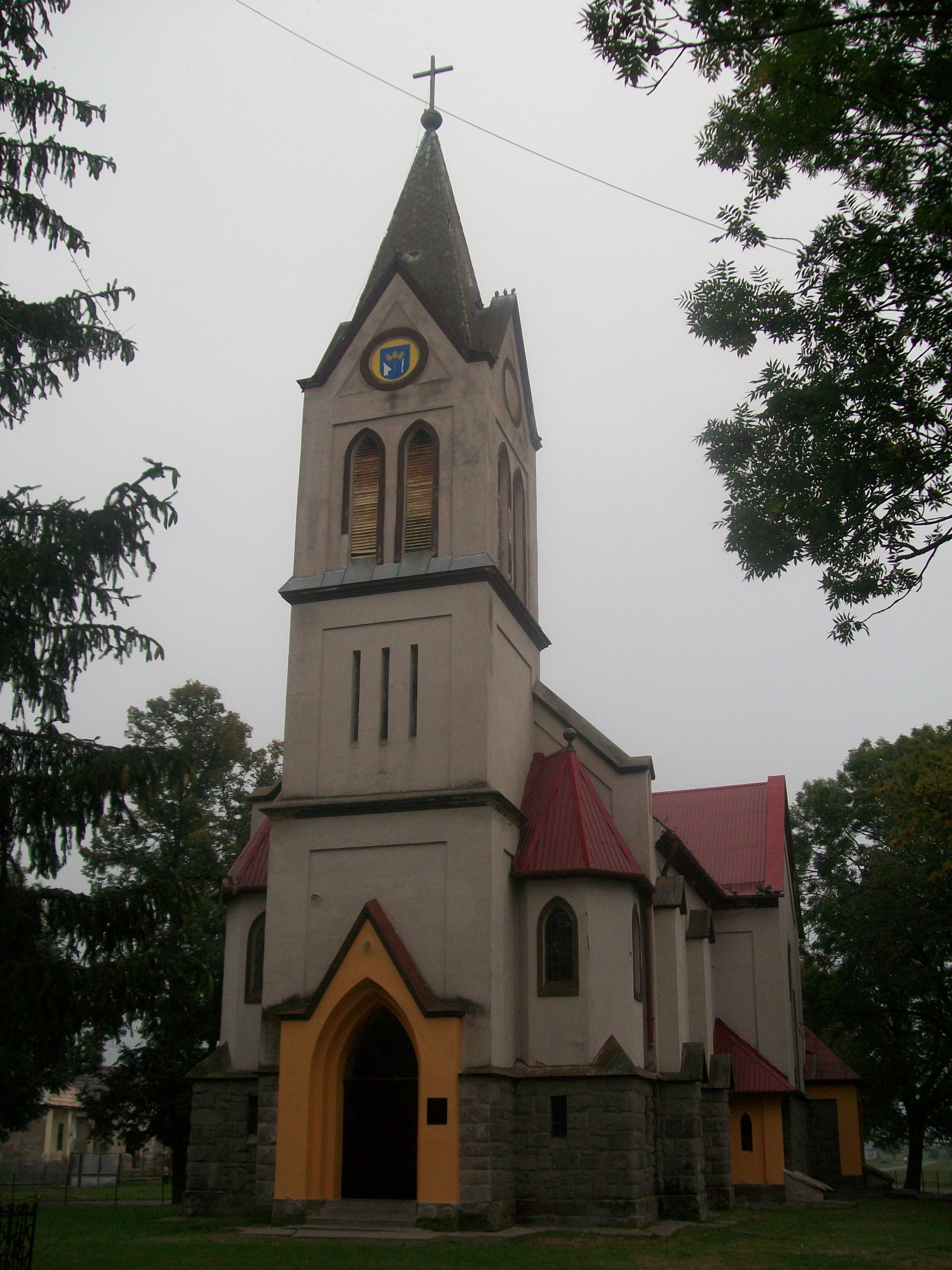
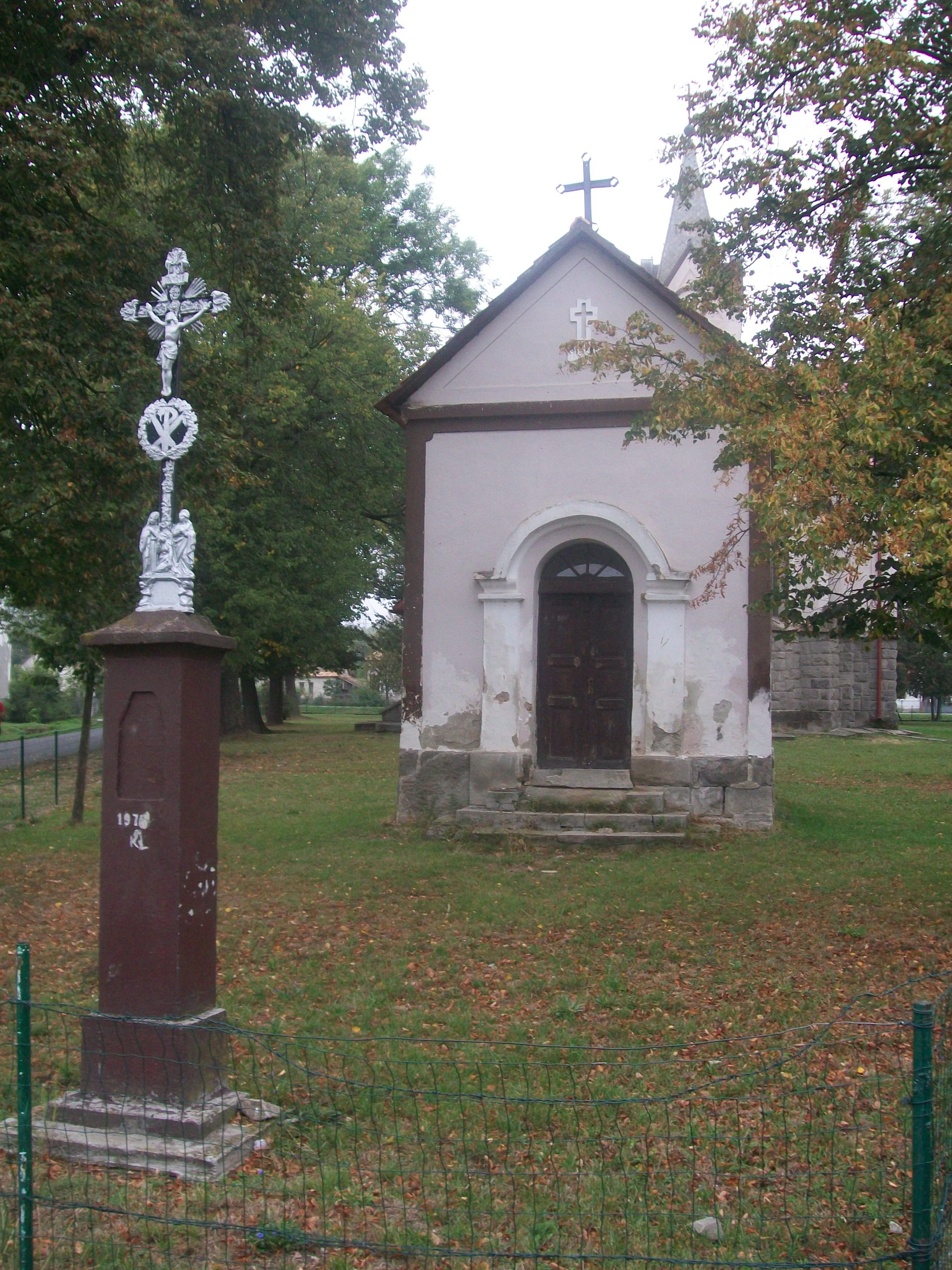
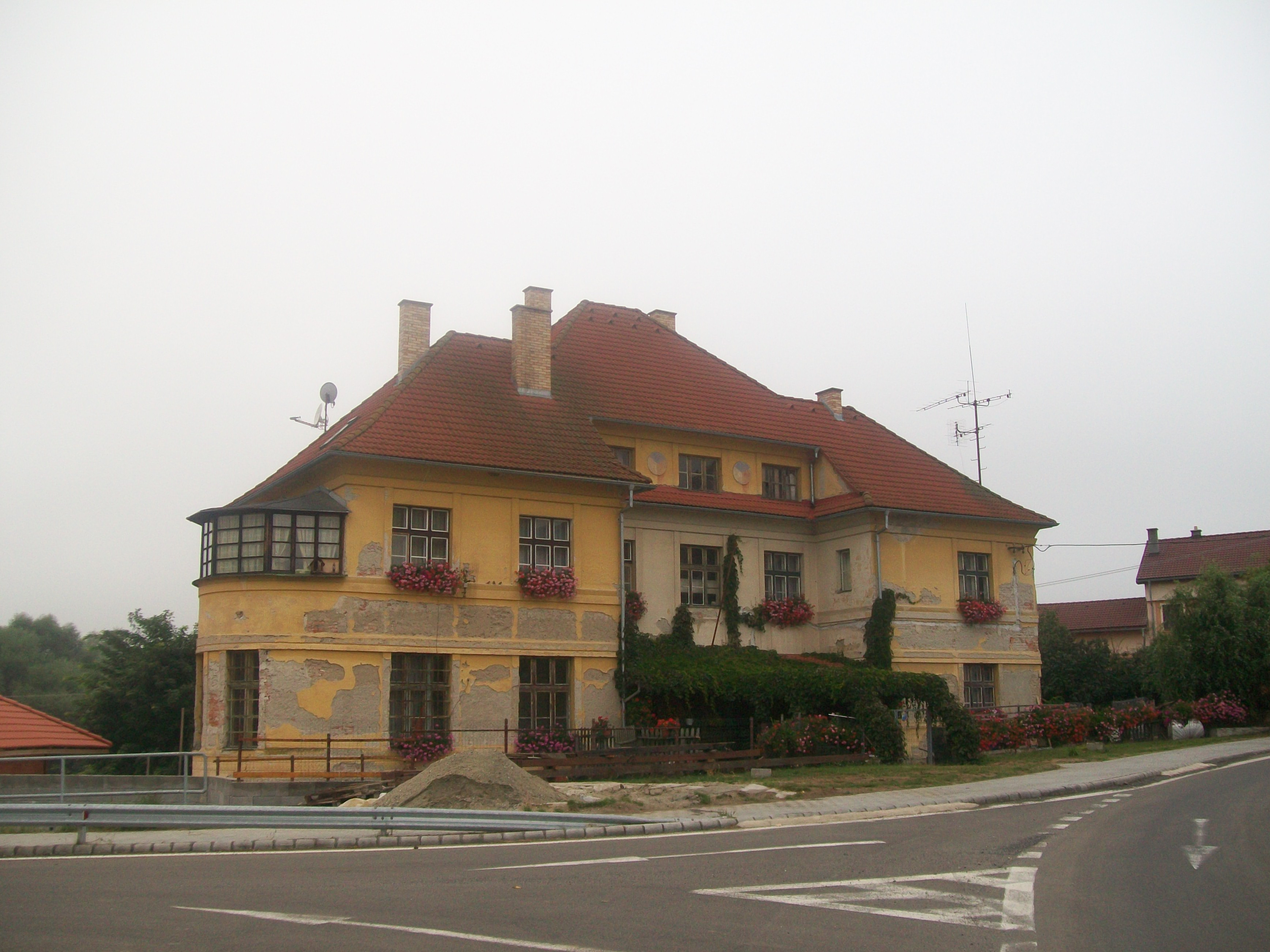

- Árpád-házi Szent Erzsébet tiszteletére szentelt római katolikus temploma 1923-ban épült.
- Szent József kápolnája 1897-ben épült.